# Laurens (village, New York)
Ne doit pas être confondu avec Laurens (town, New York).
Laurens est un village du comté d'Otsego, dans l'État de New York, aux États-Unis,. En 2010, il comptait une population de 263 habitants.

## Démographie
Lors du recensement de 2000, le village comptait une population de 263 habitants, tandis qu'en 2019, elle est estimée à 246 habitants.